# Zdunki
Zdunki (niem.: do 1938: Sdunken, 1939–1945: Ulrichsfelde) – wieś w Polsce położona w województwie warmińsko-mazurskim, w powiecie ełckim, w gminie Ełk.
W latach 1975–1998 miejscowość administracyjnie należała do województwa suwalskiego.